# Monterde
Monterde és un municipi de la província de Saragossa situat a la comarca de la Comunitat de Calataiud. El 2023 tenia 161 habitants.